# Шкляєв Микола Єгорович
Шкля́єв Мико́ла Єго́рович (*3 грудня 1925, село Дзилья, Дебьоський район) — удмуртський композитор, Заслужений діяч мистецтв Удмуртської АРСР (1975).
Навчався в Іжевському музичному училищі по класу віолончелі та баяну в 1945—1947 роках. В 1944—1995 роках працював в Удмуртському драматичному театрі: артистом оркестру, з 1949 року завідувачем музичною частиною.
Написав музику до спектаклів, всього 50, з яких 15 — казки для дітей:
- «Вуж юрт» («Старий дім») по Г. Д. Красильникову
- «Жингрес сизьыл» («Дзвінка осінь»), «Лымы тодьы» («Білий сніг»), «Улэм потэ» («Жити хочеться») по Г. Г. Гаврилову
- «Тодьы юсь» («Біла лебідь»)

Автор близько 200 популярних пісень:
- «Зеч лу, институт!» («До побачення, інститут!»);
- «Уй тылъёс» («Нічні вогні»);
- «Кикы» («Зозуля»)